# جاي أوبراين (متزلج جماعي)
جاي أوبراين (بالإنجليزية: Jay O'Brien)‏ هو متزلج جماعي أمريكي، ولد في 22 فبراير 1883 في نيويورك في الولايات المتحدة، وتوفي في 5 أبريل 1940 في بالم بيتش في الولايات المتحدة بسبب نوبة قلبية.

## وصلات خارجية
- جاي أوبراين على موقع أوليمبيديا (الإنجليزية)